# Australia World Cup
La Australia World Cup era una corsa in linea femminile di ciclismo su strada, svoltasi in Australia dal 1998 al 2008. Faceva parte del calendario della Coppa del mondo su strada femminile.
L'edizione 1998 (prima storica prova di Coppa) venne organizzata a Sydney, le edizioni dal 1999 a 2001 a Canberra mentre quella 2002 tra Cooma e Thredbo, sui Monti Nevosi; dal 2003 al 2008, infine, la prova si tenne a Geelong.

## Albo d'oro
Aggiornato all'edizione 2008.
| Anno | Vincitrice           | Seconda           | Terza               |
| ---- | -------------------- | ----------------- | ------------------- |
| 1998 | Deirdre Demet Barry  | Pamela Schuster   | Elizabeth Tadich    |
| 1999 | Anna Millward        | Hanka Kupfernagel | Sarah Symington     |
| 2000 | Anna Millward        | Mirella van Melis | Mirjam Melchers     |
| 2001 | Anna Millward        | Mirjam Melchers   | Rochelle Gilmore    |
| 2002 | Petra Rossner        | Rochelle Gilmore  | Mirjam Melchers     |
| 2003 | Sara Carrigan        | Katie MacTier     | Judith Arndt        |
| 2004 | Oenone Wood          | Petra Rossner     | Miho Oki            |
| 2005 | Rochelle Gilmore     | Oenone Wood       | Katherine Bates     |
| 2006 | Ina-Yoko Teutenberg  | Miho Oki          | Katherine Bates     |
| 2007 | Nicole Cooke         | Oenone Wood       | Nikki Egyed         |
| 2008 | Katheryn Curi Mattis | Emma Rickards     | Ina-Yoko Teutenberg |